# Parafia Narodzenia Najświętszej Maryi Panny w Pszowie
Parafia Narodzenia Najświętszej Maryi Panny – rzymskokatolicka parafia znajdująca się w Pszowie. Parafia należy do dekanatu Pszów w archidiecezji katowickiej.

## Historia
Parafia powstała w okresie lokacji wsi, około 1280 r. Została wymieniona w spisie świętopietrza sporządzonym przez archidiakona opolskiego Mikołaja Wolffa w 1447 r. pośród innych parafii archiprezbiteratu (dekanatu) w Żorach pod nazwą Pschw. Od XVI w. parafia należała do dekanatu wodzisławskiego. W 1747 r. ukończono budowę nowego kościoła i we wrześniu tego samego roku poświęcono nadając mu tytuł Narodzenia Najświętszej Maryi Panny. Po kilku wiekach przynależności do dekanalnego Wodzisławia, w 1924 r. parafia stała się siedzibą nowo utworzonego dekanatu pszowskiego.

## Grupy parafialne
Na terenie parafii działa kilka grup parafialnych:
- Nadzwyczajni szafarze Komunii Świętej,
- Ministranci,
- Dzieci Maryi,
- Oaza Młodzieżowa,
- Domowy Kościół,
- Katecheza Dorosłych,
- Legion Maryi,
- Pszowskie Ognisko Cudownie Ocalonych,
- Żywy Różaniec,
- Lectio Divina,
- III Franciszkański Zakon Świeckich,
- Wieczór z Jezusem.